# Коста, Лаия
Лаия Коста Бертран (исп. Laia Costa Bertrán; род. 18 февраля 1985) — испанская актриса.

## Биография
Родилась в Барселоне. Первой серьёзной ролью стало участие в сериале «Бандолера». Также снималась в сериалах «Красные браслеты» и «Карлос, король и император».
В 2014 году снялась в российском фильме режиссёра Юрия Мороза «Форт Росс: В поисках приключений».
В 2015 году снялась в заглавной роли в немецком фильме «Виктория». За эту роль Коста была награждена премией Deutscher Filmpreis, став первой иностранной актрисой, получившей эту награду.
В 2017 году номинирована на Премию Британской Академии в области кино (BAFTA Film Awards) в номинации «Восходящая звезда» за фильм «Виктория» (2015).

## Фильмография
| Год  |   | Русское название                        | Оригинальное название     | Роль              |
| ---- | - | --------------------------------------- | ------------------------- | ----------------- |
| 2011 | с | Бандолера                               | Bandolera                 |                   |
| 2012 | ф | Три метра над уровнем неба. Я тебя хочу | Tengo ganas de ti         |                   |
| 2012 | с | Толедо                                  | Toledo, cruce de destinos |                   |
| 2013 | с | Красные браслеты                        | Pulseras rojas            | Рим               |
| 2014 | ф | Форт Росс: В поисках приключений        | -                         | Лусия             |
| 2015 | ф | Пальмы в снегу                          | Palmeras en la nieve      |                   |
| 2015 | ф | Виктория                                | Victoria                  | Виктория          |
| 2015 | с | Карлос, король и император              | Carlos, Rey Emperador     | Мария Австрийская |
| 2017 | ф | Новизна                                 | Newness                   | Габи              |
| 2018 | ф | Пирсинг                                 | Piercing                  | Мона              |
| 2018 | ф | Утиное масло                            | Duck Butter               | Серхио            |
| 2018 | ф | Сама жизнь                              | Life Itself               | Исабель Диас      |
| 2018 | ф | Только ты                               | Only You                  | Елена Алдана      |
| 2022 | ф | Колыбельная                             | Cinco lobitos             | Амайя             |
| 2026 | ф | Мумия                                   | The Mummy                 | TBA               |